# Tiempo después
Tiempo después is een Spaanse film uit 2018, geregisseerd door José Luis Cuerda.

## Verhaal
De film speelt zich af in het jaar 9177. Op de wereld is nog slechts één gebouw over. In dit flatgebouw, midden in het woestijn, woont de elite van de samenleving. In een bos buiten het gebouw leeft de rest van de wereld in een kamp vol armoede en een gebrek aan middelen. Hier woont José Maria, die als droom heeft zijn zelfgemaakte limonade te verkopen.

## Rolverdeling
| Acteur                  | Personage                 |
| ----------------------- | ------------------------- |
| Blanca Suárez           | Méndez                    |
| Roberto Álamo           | José María                |
| Antonio de la Torre     | Padre Miñarro             |
| Carlos Areces           | Eufemiano                 |
| Nerea Camacho           | Margarita                 |
| Miguel Herrán           | Ray                       |
| Secun de la Rosa        | Pastrana                  |
| Manolo Solo             | Burgemeester              |
| Gabino Diego            | Rey                       |
| Joaquín Reyes           | Arriondas                 |
| Raúl Cimas              | Pozueco                   |
| Miguel Rellán           | Don Alfonso               |
| Martín Caparrós         | Zalduendo                 |
| Berto Romero            | Agustín                   |
| María Ballesteros       | Sor Sacramento            |
| Pepe Ocio               | Fray Vicente              |
| Daniel Pérez Prada      | Morris                    |
| César Sarachu           | Galbarriato               |
| Luis Perezagua          | Victoriano                |
| Arturo Valls            | Justo                     |
| Javier Bódalo           | Ángel Luis                |
| Iñaki Ardanaz           | Florián                   |
| Saturnino García        | Pastoor                   |
| Joan Pera               | Don Faustino              |
| Estefanía de los Santos | Vrouw van de burgemeester |
| Fernando González       | Pacheco                   |
| Marcos Zan              | Li                        |
| María Caballero         | Isabel                    |
| Nacho López             | Klant bij kapper          |
| Andreu Buenafuente      | Hortensio Zumalacaguerri  |
| Eva Hache               | Sara Gutemberg            |

## Ontvangst

### Recensies
Op Rotten Tomatoes geeft 100% van de 5 recensenten de film een positieve recensie, met een gemiddelde score van 7/10.